# 엔터미디어
주식회사 엔터미디어(영어: ENTERMEDIA)는 경기도 부천시에 본사를 둔 음향기기 제조업체이다.

## 역사 및 현황
- 1994년  5월: 주식회사 건음 설립
- 1999년  9월: 주식회사 엔터기술 상호변경
- 2000년  7월: 벤처기업 등록
- 2000년 11월: 본점 소재지 이전 : 서울시 강서구 화곡동 401-5
- 2001년  5월: 부설연구소 설립
- 2002년  6월: ISO 9001인증획득
- 2002년 12월: INNO-BIZ 기업 선정(중기청)
- 2003년 7월: 코스닥 상장
- 2003년  9월: 서울벤처상 대상 수상
- 2003년 11월: 무역의 날 "2000만불 수출탑" 수상
- 2004년 12월: 세계 일류상품 생산 인증 기업 선정
- 2005년  6월: 중국공장 설립
- 2005년  9월: IR52 장영실 상 수상(과학기술부)
- 2005년 11월: 무역의 날 "5000만불 수출 탑" 수상, GMX1000 반도체 개발/상용화
- 2007년 10월: CT500 반도체 개발/상용화
- 2009년  4월: 본점을 경기도 부천시 성오로 157-1로 이전
- 2012년 10월: RT100(SB1000) 반도체 개발
- 2013년  3월: HD급 노래반주기 개발/상용화
- 2013년 4월: 코스닥 상장폐지[3]
- 2014년 8월: NETKARA.COM 다운로드 사업개시
- 2015년 2월: 중국공장 폐쇄
- 2015년 3월: 주식회사 엔터미디어로 상호변경
- 2015년  5월: 베트남 외주공장으로 생산기지 이전
- 2015년  5월: 중소기업청 MAINBiz(경영혁신형 중소기업) 인증
- 2016년  2월: FLEXIBLE MIDI 국책 연구과제 성공
- 2016년 12월: 매직씽 출시
- 2018년  4월: 기술역량 우수기업 인증서(T2) 획득
- 2019년  2월: Mystage 런칭
- 2020년 12월: 연구소 사옥 준공 : 서울시 강서구 마곡중앙8로3길 31, ASSA빌딩

## 내용주
1. ↑  코스닥 시장 상장일